# سویسه
سویسه (به عربی: السویسة) یک منطقهٔ مسکونی در لبنان است که در شهرستان عکار واقع شده‌است. سویسه ۱٫۲۲ کیلومتر مربع مساحت و ۱٬۱۵۸ نفر جمعیت دارد و ۱٬۵۰۰ متر بالاتر از سطح دریا واقع شده‌است.